# 481 Emita
481 Emita este un asteroid din centura principală, descoperit pe 12 februarie 1902, de Luigi Carnera.